# Plebejus stigmatica
Plebejus stigmatica är en fjärilsart som beskrevs av Schultz 1906. Plebejus stigmatica ingår i släktet Plebejus och familjen juvelvingar. Inga underarter finns listade i Catalogue of Life.